# Nothoscordum collinum
Nothoscordum collinum är en amaryllisväxtart som beskrevs av Pierfelice Ravenna. Nothoscordum collinum ingår i släktet vaniljlökar, och familjen amaryllisväxter. Inga underarter finns listade i Catalogue of Life.